# مقياس التكور

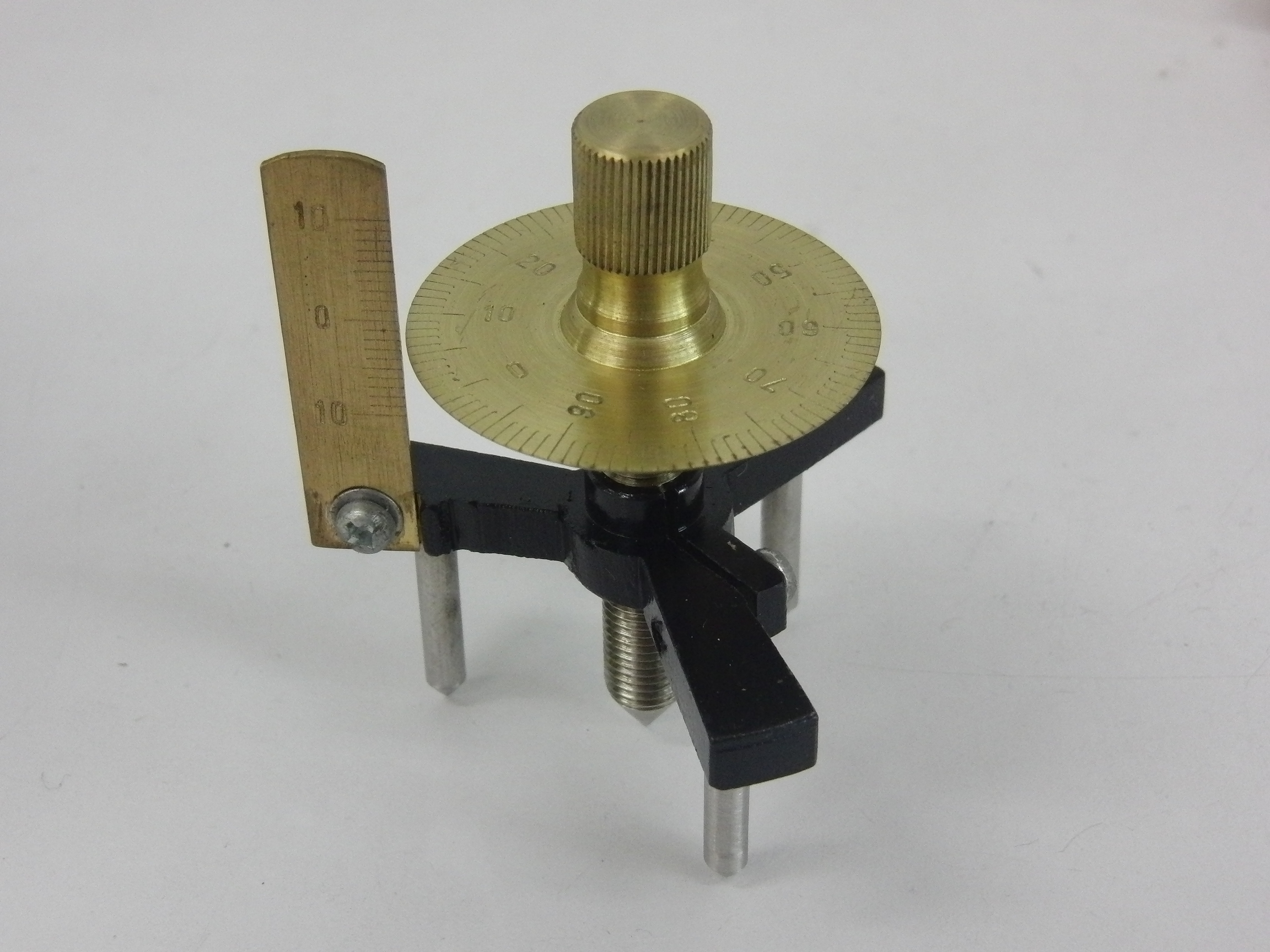

مقياس التكور أو مقياس التحدب (بالإنجليزية: Spherometer)‏ هو جهاز يستخدم لقياس نصف قطر تكور الأسطح الكروية مثل المرايا والعدسات ، ومن خلاله يمكن إيجاد البعد البؤري للعدسات من خلال معادلة صانع العدسة.